# Kolobar
Kolobár (tudi króžni kolobár) je geometrijski lik, ki ga omejujeta različno veliki istosrediščni krožnici.
Odprti kolobar je topološko istoroden odprtemu valju {\displaystyle S^{1}\times (0,1)} in prebodeni ravnini.

## Ploščina
Ploščina kolobarja, ki ga omejujeta krožnici s polmeroma R in r, je enaka razliki njunih ploščin:
{\displaystyle p=\pi R^{2}-\pi r^{2}=\pi \left(R^{2}-r^{2}\right)\!\,.}
Ploščina kolobarja izhaja tudi iz dolžine najdaljše daljice, ki lahko v celoti leži znotraj kolobarja (2d na sliki). To se dokaže s Pitagorovim izrekom - najdaljša daljica, ki lahko v celoti leži znotraj kolobarja, je tangenta na manjšo krožnico in v dotikališču tvori pravokotni trikotnik z njenim polmerom. d in r sta kateti pravokotnega trikotnika s hipotenuzo R, ploščina kolobarja pa je enaka ploščini krožnice s tem polmerom d:
{\displaystyle p=\pi \left(R^{2}-r^{2}\right)=\pi d^{2}\!\,.}
Enak rezultat je z infinitezimalnim računom, če se razdeli kolobar na neskončno število kolobarjev z infinitezimalno majhno širino {\displaystyle \mathrm {d} \rho } in površino {\displaystyle 2\pi \rho \,\mathrm {d} \rho } ( = obseg  × širina), in se integrira od {\displaystyle \rho =r} do {\displaystyle \rho =R}:
{\displaystyle p=\int _{r}^{R}2\pi \rho \,\mathrm {d} \rho =\pi \left(R^{2}-r^{2}\right)\!\,.}
Ploščina izseka kolobarja pod kotom θ, s θ podanim v  radianih, je enaka:
{\displaystyle p={\frac {\theta }{2}}\left(R^{2}-r^{2}\right)\!\,.}